# Stictis friabilis
Stictis friabilis är en lavart som först beskrevs av William Phillips och Charles Bagge Plowright, och fick sitt nu gällande namn av Pier Andrea Saccardo och Giovanni Battista Traverso. Stictis friabilis ingår i släktet Stictis, och familjen Stictidaceae. Arten är reproducerande i Sverige.